# S'Alqueria Blanca
|  | Aquest article tracta sobre el poble mallorquí. Si cerqueu la sèrie de televisió, vegeu «L'Alqueria Blanca (sèrie de televisió)». |

S'Alqueria Blanca o l'Alqueria Blanca és un poble del terme de Santanyí, a Mallorca. El 2009 tenia 1126 habitants.
Les principals activitats econòmiques són els serveis de proximitat (comerços, bars i restaurants) i el turisme. Els recursos tradicionals eren l'agricultura, l'avicultura i la fabricació de teules.
La vida associativa està ben desenvolupada. Hi ha una associació de persones de la tercera edat, que fa gaudir els majors del poble amb el seu ampli programa d'activitats; una associació de mestresses de casa, que durant tot l'any s'encarrega de fer activitats en les quals pot participar la gent vinculada a l'associació o gent aliena a l'associació; i també una associació cultural anomenada s'Heura, de creació recent, dins l'any 2010, que fa diferents activitats destinades als habitants.
D'entre les tradicions típiques, que es van perdent, hi ha l'anar a tirar test i l'anar a córrer carros, tradició arrelada al jovent, per fer bulles i sortir al carrer.
El mercat del poble és els dimarts, a la plaça de Sant Josep.

## Llocs d'interès
- el Santuari de la Mare de Déu de Consolació[6]
- el pou del Rei
- la torre d'En Timoner
- l'església de Josep (1863), amb el seu orgue de recent restauració
- l'escola Mare de Déu de Consolació, reoberta fa tres dècades

## Festes
D'entre les festes populars, es poden destacar les de Sant Antoni, Sant Josep, I Sant Roc, sent les de sant Josep i Sant roc, les festes predilectes.
- A les festes de Sant Antoni, celebrades el 16-17 de gener, és tradicional el fogueró del 16 a vespre, i l'endemà la Beneïda de carrosses i animals.
- Per Sant Josep, patró del poble, celebrat dia 19 de març, és tradicional una missa solemne i diferents actes.[7]
- Per Sant Roc, festes de l'estiu, el poble surt al carrer a gaudir dels diferents actes que es solen preparar per a la primera quinzena d'agost. Per aquestes festes són tradició les revetlles tant per a joves com per a majors, curses per infants, jocs populars, representacions teatrals, missa solemne, sopar a la fresca, i un bon grapat d'altres actes que es van fent any rere any.[8]